# 静水城
《静水城》（英語：Stillwater）是一部2021年美国犯罪劇情片，由湯瑪士·麥卡錫执导，麥卡錫、马库斯·欣奇、托马斯·比德甘和诺亚·德布雷编剧，马特·戴蒙、卡米尔·科坦和艾碧·貝絲琳出演。影片定于2021年7月30日由焦点影业发行。

## 大綱
俄克拉荷马州的一名石油工人前去法国马赛寻找因谋杀入狱、久而未见的大女儿，发现她已经用尽所有法律手段。绝望中，他移居法国，计划清除她的罪名，对抗无动于衷的体制与认为他女儿有罪、怨恨他出手干涉、有排外情绪的当地人。压力不断增长之下，他必须了解自己还能做些什么。

## 阵容
- 马特·戴蒙飾演比尔·贝克（Bill Baker）
- 艾碧·貝絲琳飾演艾莉森·贝克（Allison Baker）
- 卡米尔·科坦飾演维吉尼亚（Virginie）
- 里洛·西奥沃（Lilou Siauvaud）飾演瑪雅（Maya）
- 迪安娜·杜纳根飾演莎朗（Sharon）

## 制作
2019年7月，消息指湯瑪士·麥卡錫将负责影片的执导及编剧工作，马特·戴蒙担任出演。同月晚些时候，艾碧·貝絲琳加盟剧组，同年8月影片正式开机。9月，卡米尔·科坦加盟。麥可·唐納负责配乐。

## 发行
影片定于2021年7月30日上映；此前曾计划在2020年11月6日上映，后受2019冠状病毒病疫情影响撤档。
影片是安倍林集团在参与者传媒旗下参与制片的最后一部电影（参与者传媒于2020年11月从安倍林集团撤股，终止合作关系）。